# HusCompagniet
HusCompagniet ist ein dänischer Hersteller von Einfamilienhäusern. HusCompagniet baut sowohl eingeschossige, 1,5-geschossige und zweigeschossige Häuser, Sommerhäuser sowie Garagen und Carports in Massivbauweise aber auch als Fertighäuser. 
Das sich seit 2011 im Besitz von FSN Capital befindliche Unternehmen wurde Mitte 2015 an EQT verkauft.

## Geschichte
HusCompagniet wurde 1972 in Dänemark gegründet und hat seitdem 22.000 Häuser gebaut. Der größte Teil des Unternehmens liegt in Dänemark, mit 10 Niederlassungen landesweit. Seit dem Jahr 2010 ist die HusCompagniet auch auf dem schwedischen Markt aktiv, mit Niederlassungen in Malmö und in Göteborg. Im Jahr 2012 hat es unter dem Namen HausCompagnie eine Expansion auf den deutschen Markt gegeben. Zum jetzigen Zeitpunkt gibt es Niederlassungen in Hamburg, Flensburg und Neumünster und Musterhäuser in Schleswig, Süderbrarup, Halstenbek und Bad Bramstedt. Um den Namen dem deutschen Markt anzupassen, hat man den dänischen Namen für den deutschen Markt in HausCompagnie übersetzt. Die Firma hat mittlerweile ihren Geschäftsbetrieb in Deutschland wieder eingestellt.

## HausCompagnie
Die deutsche Niederlassung hatte ihren Sitz in Hamburg.